# Sylvia Dördelmann
Sylvia Dördelmann, född den 7 april 1970 i Waltorp i Tyskland, är en tysk roddare.
Hon tog OS-brons i fyra utan styrman i samband med de olympiska roddtävlingarna 1992 i Barcelona.